# Челюсьниця
Челюсьниця (пол. Czeluśnica) — село в Польщі, у гміні Тарновець Ясельського повіту Підкарпатського воєводства.
Населення — 729 осіб (2011).
У 1975-1998 роках село належало до Кросненського воєводства.

## Демографія
Демографічна структура станом на 31 березня 2011 року:
|          | Загалом | Допрацездатний вік | Працездатний вік | Постпрацездатний вік |
| -------- | ------- | ------------------ | ---------------- | -------------------- |
| Чоловіки | 363     | 86                 | 239              | 38                   |
| Жінки    | 366     | 80                 | 204              | 82                   |
| Разом    | 729     | 166                | 443              | 120                  |